# 高柴慎治
高柴 慎治（たかしば しんじ）は、日本の文学者（日本近代文学）。学位は文学修士（早稲田大学・1980年）。

## 人物
徳島文理大学講師、静岡県立大学国際関係学部教授、静岡県立大学国際関係学部学部長、静岡県公立大学教職員組合委員長（初代）などを歴任した。

## 来歴
大阪外国語大学に進学し、外国語学部にて学んだ。1973年3月に大阪外国語大学を卒業した。その後、早稲田大学の大学院に進学し、文学研究科にて学んだ。1980年3月に、早稲田大学大学院の修士課程を修了した。それにともない、文学修士の学位を取得した。
研究者としては、徳島文理大学に採用され、講師として勤務した。それから徳島文理大学より静岡県立大学に転じ、国際関係学部の助教授に就任した。その後、静岡県立大学の国際関係学部にて教授に昇任し、国際言語文化学科の講義を担当した。また、静岡県立大学の大学院では、国際関係学研究科の教授も兼務し、比較文化専攻の講義を担当した。国際関係学部の学部長にも就任するなど、要職を歴任した。また、静岡県立大学の設置者が静岡県から静岡県公立大学法人に代わったことにともない、新たに静岡県公立大学教職員組合が設立された際には、初代委員長に就任した。2015年3月31日、静岡県立大学を退職した。

## 研究
専門は文学であり、特に日本近代文学といった分野を研究している。近代になって登場した小説というジャンルについて、近代以前から人類が連綿と紡いできた「物語」という視点に立脚しての分析を試みている。また、「物語」の普遍的な特質と、地域や時代によって与えられる「物語」への制約とを研究している。また、澁澤龍彦作品研究でも知られているほか、彼の愛好分野とも重なる洋の東西を問わぬ近現代幻想文学にも幅広い造詣が深く、それらの研究でも知られている。なお、石川鴻斎の著作『夜窓鬼談』の研究に取り組み、小倉斉とともに現代語訳を、数年を割き綿密な背景をも反映させ、初歩研究者にも読み易く取り纏めた。これは『夜窓鬼談』の現代語訳としては世界で初めて上梓された書籍となった。学術団体としては、日本近代文学会、昭和文学研究会、日本文学協会、早稲田大学国文学会などに所属している。

## 略歴
- 1973年 - 大阪外国語大学外国語学部卒業。
- 1980年 - 早稲田大学大学院文学研究科修士課程修了。

## 著作

### 共著
- 奥津春雄編『日本文学・語学論攷』翰林書房、1994年。ISBN 4906424376

### 訳註
- 石川鴻斎著、小倉斉・高柴慎治訳註『夜窓鬼談』春風社、2003年。ISBN 4921146926

### 執筆
- 静岡県立大学国際関係学部編『課題としての日本』静岡県立大学国際関係学部、1995年。
- 浅井清・佐藤勝編『日本現代小説大事典』明治書院、2004年。ISBN 462560303X
- 宮地正人・佐藤能丸・櫻井良樹編『明治時代史大辞典』1巻、吉川弘文館、2011年。ISBN 9784642014618